# 572. pehotni polk (Wehrmacht)
Za druge 572. polke glejte 572. polk.
572. pehotni polk (izvirno nemško Infanterie-Regiment 572) je bil eden izmed pehotnih polkov v sestavi redne nemške kopenske vojske med drugo svetovno vojno.

## Zgodovina
Polk je bil ustanovljen 15. novembra 1940 kot polk 13. vala na področju Neustrelitza iz delov 172., 202. in 247. pehotnega polka; polk je bil dodeljen 302. pehotni diviziji.
15. oktobra 1942 je bil polk preimenovan v 572. grenadirski polk.